# Gare de Liglet
La gare de Liglet est une ancienne gare ferroviaire française de la ligne de Montmorillon à Saint-Aigny - Le Blanc, située au lieu-dit Jemelle sur le territoire de la commune de Liglet, à trois kilomètres du bourg centre, dans le département de la Vienne en région Nouvelle-Aquitaine.
Elle est mise en service en 1888 par la Compagnie du chemin de fer de Paris à Orléans (PO) et fermée au service des voyageurs en 1933.
L'ancien bâtiment voyageurs, réaffecté en habitation privée est toujours présent sur le site de la gare.

## Situation ferroviaire
Établie à 122 mètres d'altitude, la gare de Liglet est située au point kilométrique (PK) 22,5 de la ligne de Montmorillon à Saint-Aigny - Le Blanc (fermée et déclassée), entre les gares de La Trimouille et de Saint-Hilaire (Indre).
La ligne et les gares sont fermées et désaffectées du service ferroviaire.

## Histoire
Elle est mise en service le 12 août 1888 par la Compagnie du chemin de fer de Paris à Orléans (PO), lorsqu'elle ouvre à l'exploitation la section de La Trimouille au Blanc.
Le bâtiment voyageurs d'un modèle type de la Compagnie a trois ouvertures et un étage sous un toit à deux pans. C'est une gare qui permet le croisement des trains avec deux voies, la voie unique de la ligne et une voie d'évitement, toutes deux sont encadrées par un quai. Elle dispose également d'une halle à marchandises avec des voies de service.
La gare est fermée, comme la ligne, au service des voyageurs le 1er mars 1933.

## Patrimoine ferroviaire
L'ancien bâtiment voyageurs, fermé et désaffecté du service ferroviaire,est toujours présent en avril 2011. En 2016, l'ancienne gare, qui est à vendre, est toujours liée avec son ancienne halle à marchandises et son quai ouvert.